# 애프터셰이브

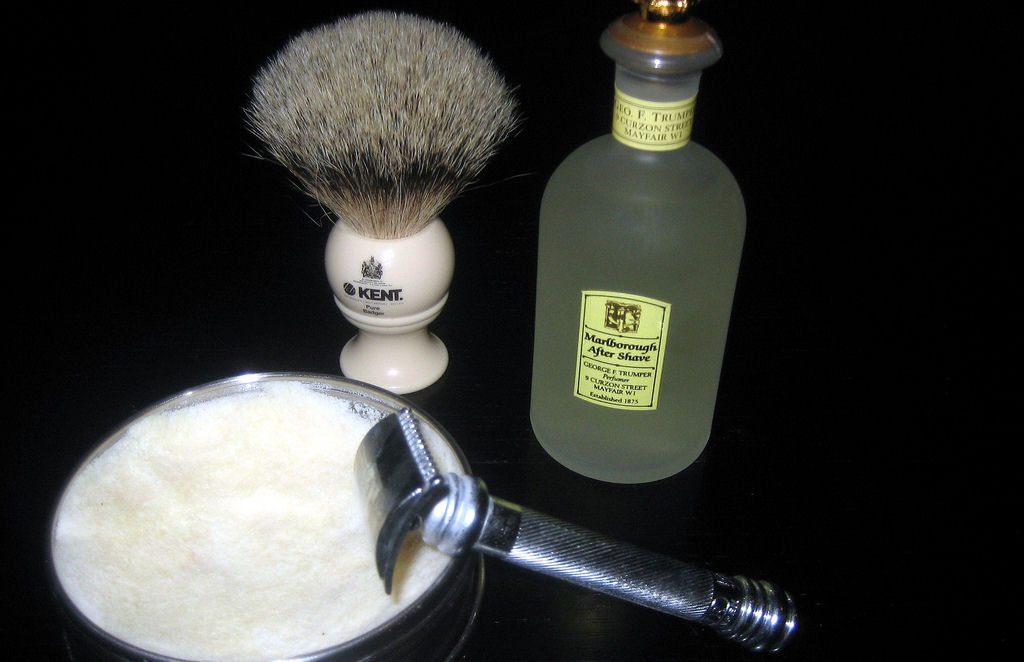
면도솔, 면도 비누, 안전 면도기, 애프터셰이브

애프터셰이브(영어: Aftershave)는 면도 후 피부에 바르는 제품이다. 전통적으로는 알코올 기반 액체지만 로션, 젤 등의 형태일 수도 있다.
종종 상처 감염을 예방하기 위해 변성 알코올, 스테아르산 또는 시트르산과 같은 방부제를 포함하고 있으며, 피부 자극을 줄이기 위한 수렴제 역할을 한다.